# Dryadaula nedae
Dryadaula nedae is een vlinder uit de familie Dryadaulidae. De wetenschappelijke naam van deze soort is voor het eerst voorgesteld als Infurcitinea nedae door Reinhard Gaedike in een publicatie uit 1983.
De soort komt voor in Kroatië, Bulgarije, Griekenland, Turkije, Cyprus en Israël.